# Somebody (canção de The Chainsmokers)
"Somebody" é uma canção gravada pela dupla de DJ americanos The Chainsmokers, gravada para o seu segundo álbum de estúdio Sick Boy. Conta com a colaboração do cantor Drew Love do duo musical de R&B americana THEY. Escrito por Andrew Taggart, Emily Warren e Drew Love, sendo produzido por The Chainsmokers. Foi lançado pela Disruptor Records e pela Columbia Records em 20 de abril de 2018, após "Sick Boy", "You Owe Me" e "Everybody Hates Me".

## Antecedentes
A dupla anunciou a música em 18 de abril de 2018 em seu Instagram, acompanhada com a capa e data de lançamento. "Somebody" é uma faixa tropical house com elementos do pop, R&B e EDM. Kat Bein, da Billboard considerou a canção como "Uma canção que lembra as canções antigas da dupla com toques cintilantes do R&B".

## Recepção
Mike Nied, do Idolator considerou a canção como "o lançamento mais forte de 2018 e possui uma das melhores produções". O site de música HotNewHipHop considerou a canção como "Um dos melhores trabalhos do The Chainsmokers, mostrando seu talento para criar músicas incríveis".

## Faixas e formatos
| Download digital |                                              |         |  |
| N.º              | Título                                       | Duração |  |
| 1.               | "Somebody" (com a participação de Drew Love) | 3:43    |  |

## Créditos
Lista-se abaixo todos os profissionais envolvidos na elaboração de "Somebody", de acordo com o serviço Tidal:
- The Chainsmokers: produção
- Drew Love: composição, vocais
- Randy Merrill: assistência de engenharia
- Jordan Stilwell: mixagem